# أويسية

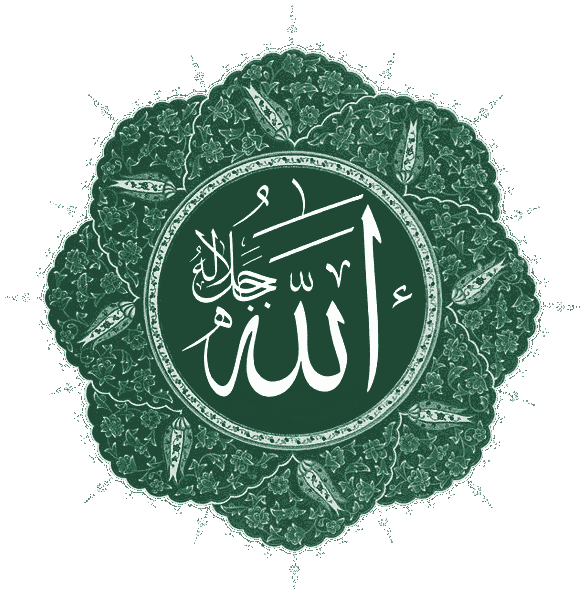

الأويسية مِنَ الطُّرُق الصُّوفِيَّة العِرْفَانِيَّة التي تُنْسَبُ زُورًا إلى التَّابعِي أُوَيْس بنُ عَامِر بنُ جَزَء بنُ مَالِك القَرَني. ظَهَرَ أُوَيْس فِي خِلافَة عُمَر بنُ الخَطَّاب، وتُوفِّي سَنَة 37 هـ تَرجيحًاً. مُؤَسِّسُهَا أُوَيْس القَرَماَنِي (951هـ/ 1544م) مِنْ قُرَى قَرَمَانْ، وَكَانَ أُمِيًَا لا يَقْرَأُ وَلا يَكْتُبْ. التَحَقَ بخِدْمَة الشَّيخ مُحَمد بنُ مُحَمد بنُ جَلال الدّين الأقْصَرَائي الصُّوفي وَتَعَلَّم عِنْدَهُ القُرآنْ، كّمَا تَلَقَّنَهُ مِنْ مِيْر الأرْزَنْجَانِي، وَصَارَ مِنْ جُمْلَةِ خُلَفَائِه، إلى أنْ كَثُرَتْ أَتْبَاعُهُ، وَشَاعَ ذِكْرُهُ، فَدَخَلَ إلى بَلَدِ القصير، وَاسْتَوطَنَ بقَريَة جَوالَة، ثُمَّ قَدِمَ حَلَبَ فَرُفِعَ إلى قَلْعَتِهَا، هُوَ وَخَلِيفَتُهُ شَمْس الدّين أحْمَد بنُ مَحْمُود الرُّومي، لمَا نُسِبَ إليْهِمَا مِنْ دَعْوى أنَّ شَخْصًا يُسَمّى حَامِد الهِنْدِي يَكُونُ مُقَدِمَةَ المَهْدّي يَخْرُجُ مِنْ بَيْنِ أَظْهُرِ الأُوَيْسِيَّة، وَمِنْ دَعْوَى أنَّ الشَّيْخْ عَبْد القَادِر الجيْلِي، لَمْ يَكُنْ وَلِيَّا بَلْ كَانَ رَجُلًا صَالِحًا. وَحُبسَ أُوَيْس فِي قَلْعَةِ حَلَبْ، وَبَقِيَ خَليفَتُه دَاوُد المَرْعِشِي فِي الطَرْنَطَائِيَة إلى أنْ أُطْلِقَ أُوَيْس مِنَ القَلْعَة، وَانْتَقَلَ وَخَليفَتُه دَاوُد المَرْعِشِي إلى دِمَشْق، كَمَا انْتَقَل خَليفَتُه الآخر شَمْسْ الدّين إلى بَعْلَبَكْ. وَتُوُفِي أُوَيْس بدِمَشْق سَنَة إحْدَى وَخَمْسِين وَتِسْعِمَائَةٍ عَنْ عُمُر يُنَاهِزُ المِئَة عَامْ.